# Medsana
Medsana este o companie furnizoare de servicii medicale din România.
Centrul medical Medsana se află pe piața românească din anul 1995, ca parte a grupului Athens Medical Center (AMC), lider pe piața medicală din Grecia, și deține două clinici în București.
Medsana este recunoscut ca singurul centru medical din București acreditat pentru controlul medical al persoanelor care intenționează să emigreze în Canada, Noua Zeelandă și Australia.
În iulie 2009, rețeaua Medsana cuprindea două centre medicale în București: Primăverii și Cotroceni, un centru medical multidisciplinar în Ploiești și un laborator, echipat cu analizatoare automate.
În anul 2010 au fost deserviți aproximativ 170.000 de pacienți în cele trei clinici ale Medsana din București și Ploiești.
În anul 2007, Athens Medical Center a fuzionat cu grupul internațional Asklepios Kliniken, care operează 100 de spitale în toată lumea.
Număr de angajați în 2011: 175
Cifra de afaceri:
- 2010: 6,4 milioane euro[3]
- 2008: 10 milioane euro[5]
- 2007: 5,5 milioane euro[4]